# Norwich City F.C.
Norwich City Football Club je angleški nogometni klub iz mesta Norwich. Igra v Premier Ligi, kjer si je mesto zagotovil z osvojitvijo prvega mesta v 2. angleški ligi v sezoni 2018/19. Večja rezultata Norwicha sta 2 ligaška pokala iz let 1962 in 1985.
Klub je bil ustanovljen leta 1902. Od leta 1935 pa domače tekme igra na stadionu Carrow Road. Značilni barvi dresov sta rumena in zelena.

## Rivalstvo
Norwich ima rivalstvo z Ipswich Townom.